# Дьяков, Алексей Петрович
Алексе́й Петро́вич Дья́ков  (13 [25] февраля 1906, Тула — 28 января 1984, Тула) — советский государственный и хозяйственный деятель, Герой Социалистического Труда.

## Биография
Алексей Петрович Дьяков родился 25 февраля 1906 года в г. Туле. Свою трудовую биографию начал в 15 лет. Прошел трудовой путь от литейщика до начальника цеха. В июле 1944 года был назначен директором завода им. С. М. Кирова (Тульский патронный завод), проработав на этой должности около 30 лет. Внес весомый вклад в развитие оборонной промышленности Советского Союза.
Почётный гражданин города-героя Тулы.
Умер 28 января 1984 года.

## Награды
- Герой Социалистического Труда.
- ордена Ленина.
- ордена Ленина.
- ордена Ленина.
- орден Трудового Красного Знамени.
- орден «Знак Почёта».
- орден «Знак Почёта».
- орден Красной Звезды.
- Почётный гражданин города-героя Тулы.